# Zénithal
Pour le film de 2024, voir Zénithal (film).
Le qualificatif zénithal (dérivé du mot zénith) spécifie la position du Soleil lorsqu'il est, étymologiquement, au-dessus de la tête de l'observateur. Ceci ne peut se produire qu’à 12 h 0 à l'équateur, cependant on utilise fréquemment ce terme pour indiquer que le Soleil est à son maximum diurne au-dessus de l'horizon.

## Sur Terre
Sur Terre, la position zénithale indique le sud dans l’hémisphère nord mais le nord dans l'hémisphère opposé.

## Par extension
Par extension on qualifie de zénithal quelque chose qui se trouve au-dessus de sa tête ou plus particulièrement au plafond (par exemple un éclairage zénithal).